# 13 (álbum de The Doors)
13 es el primer álbum recopilatorio de la banda de rock The Doors, publicado a finales de 1970. El álbum incluye una selección de grabaciones extraídas de sus cinco disco de estudio anteriores. Debutó como número 75 en las ventas el 19 de diciembre de 1970; alcanzó el número 25 en 2 semanas, el 2 de enero y 9 de enero de 1971, y salió del ranking el 8 de mayo. En total permaneció 21 semanas.

## Lista de canciones
Todas las canciones compuestas por The Doors, excepto donde se indica.
Lado A
1. "Light My Fire" - 6:50
2. "People Are Strange" - 2:10
3. "Back Door Man" - 3:30 (Willie Dixon/Chester Burnett)
4. "Moonlight Drive" - 3:00
5. "The Crystal Ship" - 2:30
6. "Roadhouse Blues" - 4:04 (Jim Morrison/The Doors)

Lado B
1. "Touch Me" - 3:15 (Robby Krieger)
2. "Love Me Two Times" - 3:23
3. "You're Lost Little Girl" - 3:01
4. "Hello, I Love You" - 2:22
5. "Land Ho!" - 4:08 (Morrison/Krieger)
6. "Wild Child" - 2:36 (Morrison)
7. "The Unknown Soldier" - 3:10

- Pistas 1,3,5 extraídas del álbum The Doors (1967)
- Pistas 2,4,8,9 extraídas del álbum Strange Days (1967)
- Pistas 10,13 extraídas del álbum Waiting for the Sun (1968)
- Pistas 7,12 extraídas del álbum The Soft Parade (1969)
- Pistas 6,11 extraídas del álbum Morrison Hotel (1970)